# Лапицький Сергій Володимирович
Сергі́й Володи́мирович Лапи́цький (* 1959) — полковник Збройних сил України, фахівець в царині теорії озброєння, доктор технічних наук (2002), професор (2005), заслужений діяч науки і техніки України (2006).

## Життєпис
Народився 1959 року в місті Куйбишев (нині Самара).
1981 року закінчив Оренбурзьке вище зенітне ракетне командне училище, 1990-го — Військову академію протиповітряної оборони Сухопутних військ імені Маршала Радянського Союзу Василевського О. М..
У 1990–93 роках — викладач кафедри зенітного ракетного та артилерійського оброєння Військової академії протиповітряної оборони Сухопутних військ імені Маршала Радянського Союзу Василевського О. М...
Від 1993 року працює в Академії ЗС України. З 1994 по 1996 рік — начальник групи розроблення методичних основ управління діяльності відділу проблем управлінської діяльності керівного складу ЗСУ.
З 1997-го — у Центральному НДІ озброєння та військової техніки ЗСУ — начальник науково-дослідного відділу розвитку засобів ураження, Протягом 2000—2005 років — начальник науково-дослідного управління розвитку озброєння та військової техніки ЗСУ. Від 2005 по 2009 рік — заступник начальника з наукової роботи, від 2012-го — головний науковий співробітник.
Займається розробкою
- методології досліджень складних систем воєнного призначення й синтезу високоефективних елементів перспективних зенітно-артилерійських комплексів
- побудови кумулятивного захисту броньованих бойових машин
- методологічних основ та методичного апарату структурно-параметричного синтезу розвідувально-вогневих систем ближнього бою.

Переважна більшість наукових праць закритого характеру.
Серед робіт:
- «Основи воєнно-технічних досліджень. Теорія й додатки». Том 1. 2011; Том 4. 2013; Том 9–10., 2015, співавтор
- «Словник термінів у військово-технічній сфері стосовно озброєння та військової техніки», 2015, співавтор.

## Нагороди та вшанування
- Указом Президента України № 878/2019 від 4 грудня 2019 року за «особисті заслуги у зміцненні обороноздатності Української держави, мужність і самовіддані дії, виявлені у захисті державного суверенітету та територіальної цілісності України, зразкове виконання військового обов'язку» нагороджений орденом Данила Галицького[1].